# Turbomeca Gabizo
Le Turbomeca Gabizo est un turboréacteur monocorps à simple flux français, développé au début des années 1950 pour le programme d'avion de chasse léger de l'armée de l'air française. Comme les autres turboréacteurs de ce type produits par Turbomeca, il tire son nom d'un pic des Pyrénées.

## Développement
L'origine du Gabizo remonte à 1952, quand Turbomeca eut l'idée d'ajouter un compresseur axial à l'avant d'un compresseur centrifuge pour augmenter le taux de compression de ses moteurs. Les premiers essais, menés l'année suivante sur un Palas, confirmèrent le gain de puissance espéré. Dans le même temps, au début des années 1950, le STAé avait requis l'étude de turboréacteurs de moyenne puissance (1 000 à 1 500 kgp), avec possibilité de postcombustion pour atteindre 1 900 kgp dans le but de propulser un avion de chasse et d'appui tactique léger dont le programme fut lancé en 1953. Trois motoristes entrèrent en compétition : Hispano-Suiza avec le R800, Snecma avec le Vesta R105 et Turbomeca avec le Gabizo.
Le Gabizo effectua ses premiers tours au banc d'essais en décembre 1954, et fut qualifié après 150 heures d'essais un an plus tard. Des essais en vol furent menés sur un bombardier Canberra appartenant au CEV, le moteur était installé dans une nacelle qui se rétractait dans la soute à bombes. Il fut ensuite essayé sur le SO.6021 Espadon, sur lequel il effectua son premier vol le 31 juillet 1955. Les essais sur l’Espadon devaient servir à tester la configuration du Trident, il reçut donc des moteurs en extrémité d'ailes, mais quand les essais s'arrêtèrent en 1956, l'appareil n'avait volé qu'avec une motorisation asymétrique (un Marboré d'un côté, un Gabizo de l'autre). En décembre de la même année, en raison de son état d'avancement, le Gabizo fut déclaré vainqueur, et une présérie de 40 exemplaires fut commandée pour équiper quatre avions : le Dassault Étendard II, le Fouga CM.171 Makalu (un Fouga Magister remotorisé avec deux Gabizo), le Breguet Br.1100 et le SO.9050 Trident II. Chacun de ces appareils recevait deux Gabizo, mais aucun n'atteignit le stade de production en série, le programme ayant été abandonné au profit d'un monomoteur plus polyvalent, le Dassault Mirage III.
Initialement, le Dassault MD.550 Mystère Delta devait être propulsé par un Gabizo, cependant, en 1953, celui-ci n'était pas encore prêt, il fut donc remplacé par un Armstrong Siddeley Viper produit sous licence par Dassault sous la désignation « MD30 ».
Le Fouga Makalu vola pour la première fois avec des Gabizo le 5 novembre 1956. Il effectua par la suite plusieurs essais pour la CGTM (Compagnie générale des turbomachines, une filiale de Turbomeca) jusqu'au 20 mars 1957, où l'avion fut détruit dans un accident qui tua son équipage.
Les Trident II devaient recevoir deux Gabizo sans postcombustion (dans un premier temps) en plus de leur moteur-fusée, pour assurer leur propulsion. Finalement seuls les prototypes no 4, no 5 et no 6 en furent équipés, ils firent leur premier vol respectivement le 3 mai 1957, le 22 octobre 1957 et le 30 janvier 1958. Les essais se poursuivirent jusqu'au 6 octobre 1958. Le Gabizo, dans une version avec postcombustion, aurait aussi dû équiper le Trident III (version opérationnelle du Trident II), mais celle-ci ne vit jamais le jour à cause des contraintes budgétaires que rencontrait l'État français à l'époque.

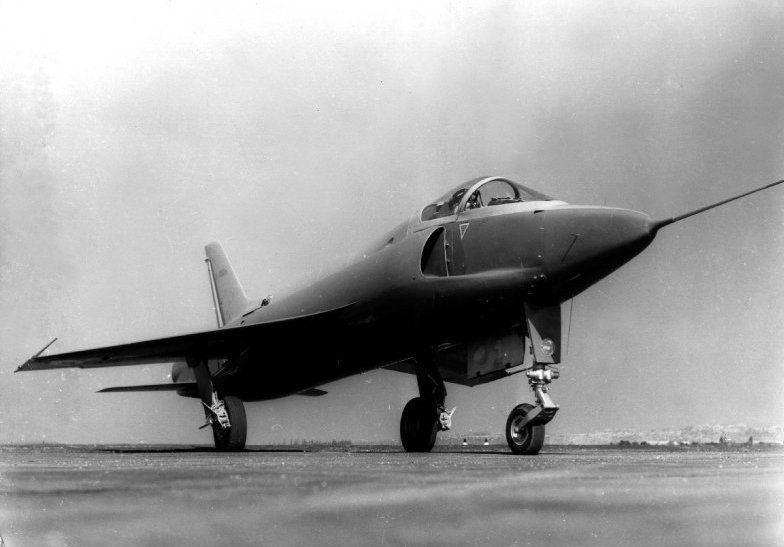
Le Bréguet Br.1100.

Le Breguet Br.1100, répondant à un appel d'offres pour un avion d'appui tactique, devait être équipé de deux turboréacteurs Gabizo avec postcombustion, fournissant 1 100 kgp à sec et 1 500 kgp avec PC. Il effectua son premier vol début 1957. Cependant les essais montrèrent rapidement des problèmes aérodynamiques à haute vitesse, dont une forte traînée du culot et le programme fut abandonné dès la fin de l'année 1957. Une version navale, baptisée Breguet 1100M, fut équipée elle-aussi de Gabizo à postcombustion. Il effectua son premier et unique vol le 15 novembre 1957. Il fut lui aussi abandonné pour les mêmes raisons, les moteurs ne semblaient pas suffisants pour contrer les problèmes aérodynamiques et l'augmentation de poids de l'appareil.
L’Étendard II, d'abord connu sous l'appellation « Mystère XXII », concourait pour le même programme que le Br.1100. Il devait à l'origine recevoir deux Hispano-Suiza R800, mais finalement fut équipé de deux réacteurs Gabizo sans postcombustion. Il effectua son premier vol le 23 juillet 1956. Un second appareil, doté d'une version à postcombustion, devait voir le jour en février 1957, mais à la suite des essais décevants du premier prototype, le programme fut stoppé avant son premier vol. En effet, les moteurs s'étaient révélés trop peu puissants et peu fiables pour atteindre les performances espérées.
En 1959, la Marine nationale acheta un prototype de Gabizo Marine, d'une puissance de 2 800 ch, afin de propulser un navire. Il était constitué d'un corps de Gabizo entraînant une turbine libre. Cependant, la marine ne donna pas de suite à cette expérimentation.

## Description
Le Gabizo est composé d'un compresseur axial placé devant un compresseur centrifuge. La chambre de combustion est de type annulaire à injection centrifuge. La turbine est composée d'un seul étage. L'ensemble est relié par un arbre unique.
Le moteur fournit une poussée de 1 100 kgp à sec au décollage et 1 500 kgp avec PC. Cependant, en régime continu, la poussée n'est que de 940 kgp.

### Sources
- Turbomeca, Charles Claveau (dir.), Michel Bénichou et al., Turbomeca : À la hauteur de la légende, vol. 61, Clichy, Éditions Larivière, coll. « Docavia », 2008, 176 p. (ISBN 978-2-84890-149-7)
- Jean Cuny, Les avions de combat français : 1944 – 1960, t. I : Chasse – Assaut, Paris, Éditions Larivière, coll. « Docavia » (no 28), 1988, 289 p.